# 薈萃坊
薈萃坊，位於澳門氹仔澳門大學新校區南端，建築物編號為S8，是澳門首個及唯一的校園購物中心，於2014年8月22日開幕，2018年進行全面翻新工程，內部設有餐飲、零售及服務的一站式服務。

## 歷史

### 初期
2014年8月22日，全澳首間校園購物中心-薈萃坊進行開幕儀式，商場初期設有餐廳、超級市場、藥房、洗衣店、銀行、書店、旅行社等各式商店，而澳門郵政轄下的郵局分行尚未開業。開幕剪綵儀式由澳大校董會主席林金城博士、校長趙偉教授、代副校長（學術）范息濤教授等一眾澳大高層主持，隨後參觀內部設施並了解運作情況。
2015年12月23日，澳門特區政府頒佈社會文化司司長第173/2015號批示，將若干權力轉授予澳門大學校長，作為簽訂澳門大學——S8薈萃坊二樓美食廣場裝修工程之設計及招標文件顧問服務合同的簽署人。但最終美食廣場工程流標。
2016年3月24日，位於地面層，由澳門郵政運營轄下的澳門大學郵政分局正式投入服務，運輸工務司司長羅立文於同日主持開幕儀式。該郵政分局建築面積為260平方米，工程的設計費用為澳門幣34萬元，而建設費用為澳門幣491萬元。服務時間為星期一至五12:00-19:00。

### 2018年至2019年翻新工程
2017年4月25日，澳門大學發出公告，對“S8薈萃坊公眾區域設計及建造工程”進行公開招標。
2017年9月15日，澳門特區政府頒佈第85/2017號社會文化司司長批示，轉授一切所需的權力予澳門大學校長趙偉或其法定代任人，以便代表澳門特別行政區作為簽署人，與“華聯創基建築工程有限公司”簽訂澳門大學——S8薈萃坊公眾區域設計及建造工程的合同。
2018年9月下旬，位於地面層的大豐銀行澳門大學分行開業。
2019年2月，位於二樓的家庭休憩區正式開放使用。
2019年4月23日，位於一樓的美食廣場正式試業；並於同年5月9日正式開業，並於當天中午舉行開幕儀式。
2019年5月6日，位於一樓的理髮店正式開業。
2019年5月13日，一間主要售賣三文治和沙律的來自美國的快餐連鎖店於地面層開業。早在2017年7月下旬，該快餐連鎖店在首次參展澳門連鎖加盟展中該名代表表示打算在澳門大學新校區開設分店。
2019年5月14日，翻新工程全面完工，薈萃坊重新盛大開幕。
2019年12月28日，位於地面層的西餐廳正式投入服務。
2024年6月30日，位於地面層的甜品店及西餐廳因商業決定結業。
2025年7月1日，位於地面層的原西餐廳位置改為茶餐廳並正式投入服務。

## 商場結構

### 2014年開業至翻新工程前
| 樓層分佈 （2014年至2018年） |                                                                                          |
| 2F                          | 預留／空置樓層（原用作美食廣場）                                                         |
| 1F                          | 旅行社／洗衣店／書店／中餐廳／西餐廳                                                     |
| GF                          | 超級市場／藥房／外賣店／餅店／中國銀行澳門分行澳門大學支行／澳門大學郵政分局／電子產品店 |
| B1                          | P6訪客停車場                                                                             |

### 第一次翻新工程後
| 樓層分佈 （2018年起） | |
| 2F                    | 超級市場／家庭休憩區／哺集乳室                                                                                             |
| 1F                    | 美食廣場／旅行社／外賣店／火鍋餐廳／理髮店                                                                                 |
| GF                    | 快餐店／茶餐廳／大豐銀行澳門大學分行／飲品店／餅店／中國銀行（澳門）澳門大學支行／電子產品店／澳門大學郵政分局／自助販賣機 |
| B1                    | P6訪客停車場 |

## 交通

### 環校穿梭巴士
S4 研究生宿舍南四座（The Postgraduate House S4 block）
路線：環校穿梭巴士

### 公共巴士
T559 大學南（Sul da Universadade）
T551 澳大／研究生宿舍（UM／Residência de E. de Pós-Graduação）
路線：71、71S、72、73、73S、N6

### 跨境巴士
澳大研究生宿舍
路線：通琴號跨境通勤線B2線、B4線及B5線